# Chrysopa sapporensis
Chrysopa sapporensis är en insektsart som beskrevs av Hanjiro Okamoto 1914. 
Chrysopa sapporensis ingår i släktet Chrysopa och familjen guldögonsländor. Inga underarter finns listade i Catalogue of Life.